# 240 до н. е.

## Події
- 19 червня — грецький математик і астроном Ератосфен, працюючи в Александрії, шляхом експериментального дослідження довжин тіней встановив, що Земля не є плоскою і обчислив її радіус
- Битва біля Баграду (240 до н. е.)
- Битва біля Утіки (240 до н. е.)
- Перемога Гамількара та Нараваса

## Магістрати-епоніми
Римська республіка консули: Гай Клавдій Центон та Марк Семпроній Тудітан.

## Померли
- Каллімах — давньогрецький поет.